# Kellerei (Amtsbereich)
Kellerei war die vor allem im südwestdeutschen Raum benutzte Bezeichnung für den von einem Keller (lateinisch cellarius) verwalteten Amtsbereich eines Territorialherren. Im nordwestdeutschen Raum waren die Bezeichnungen Kellnerei bzw. Kellner geläufiger.
Entstanden im mittelalterlichen Feudalwesen hatte das Amt teilweise bis in das frühe 19. Jahrhundert Bestand. Die landesfürstliche Kameralverwaltung stützte sich auf örtliche Kellereien, die für die Verwaltung fürstlicher Eigengüter sowie die Eintreibung von Geld- und Naturalabgaben der abgabepflichtigen Untertanen zuständig war. In Württemberg wechselte die Bezeichnung erst 1807 von Kellerei zu Kameralamt. 

## Regionale Terminologie
Der Begriff Kellerei war insbesondere am Oberrhein und Neckar, im nördlichen Schwarzwald, in Hessen, in der Kurpfalz, in der Südeifel und in Luxemburg üblich, während man im Hunsrück und in der Nordeifel, am Mittelrhein, in Westfalen, im südlichen Niedersachsen, in Thüringen und in Mainfranken den Begriff Kellnerei gebrauchte. Eine scharfe regionale Abgrenzung ist jedoch nicht möglich: Buchen im Odenwald (Kellerei) und Krautheim, zwischen Würzburg und Heilbronn, (Kellnerei) liegen nur 28 km Luftlinie auseinander. Weiter nördlich als in Westfalen und im südlichen Niedersachsen scheint der Begriff nicht vorzukommen, und im Süden war die Grenze wohl im Raum Nordbaden-Nordwürttemberg.

## Gebäude
Im weiteren Sinne wurde der Begriff Kellerei oder Kellnerei auch auf das Amtsgebäude des Kellers/Kellners und die Gesamtheit der dort Bediensteten angewendet. Beispiele für diese Praxis sind die Alte Kellnerei in Rheinberg am Niederrhein und die Kellerei des Würzburger Domkapitels in der Ludwigstraße im fränkischen Iphofen.